# BLS
BLS (BLS Lötschbergbahn) este o societate feroviară de transport călători din Elveția.